# Solenopsis knuti
Solenopsis knuti är en myrart som beskrevs av Bohdan Pisarski 1967. Solenopsis knuti ingår i släktet eldmyror, och familjen myror. Inga underarter finns listade i Catalogue of Life.